# Zoran Jelikić
Zoran Jelikić (Šabac, 4. kolovoza 1953.) bivši je srbijanski nogometaš i nogometni reprezentativac.

### Reprezentativna karijera
Za jugoslavensku nogometnu reprezentaciju odigrao je osam utakmica i postigao je jedan autogol.